# Newcastle (Novo Brunswick)
Newcastle é um bairro urbano localizado na cidade de Miramachi, Condado de Northumberland na província canadense de New Brunswick, leste do Canadá.